# Gislövs läge och Simremarken
Gislövs läge och Simremarken is een plaats in de gemeente Trelleborg in de in Zweden gelegen provincie Skåne. De plaats heeft een inwoneraantal van 1462 (2005) en een oppervlakte van 147 hectare.
Gislövs läge en Simremark zijn eigenlijk twee verschillende dorpen aan de Zweedse zuidkust.